# Anna Ustinova
Pour les articles homonymes, voir Ustinova.
Anna Ustinova (née le 8 décembre 1985) est une athlète kazakhe spécialiste du saut en hauteur.

## Palmarès
| Date | Compétition                    | Lieu     | Résultat | Marque |
| ---- | ------------------------------ | -------- | -------- | ------ |
| 2004 | Championnats du monde juniors  | Grosseto | 7e       | 1,84 m |
| 2005 | Championnats d'Asie            | Incheon  | 3e       | 1,84 m |
| 2005 | Jeux asiatiques en salle       | Pattaya  | 2e       | 1,84 m |
| 2005 | Universiade                    | Izmir    | 7e       | 1,80 m |
| 2006 | Jeux asiatiques                | Doha     | 6e       | 1,84 m |
| 2007 | Championnats d'Asie            | Amman    | 3e       | 1,91 m |
| 2007 | Universiade                    | Bangkok  | 2e       | 1,90 m |
| 2007 | Jeux asiatiques en salle       | Pattaya  | 3e       | 1,88 m |
| 2007 | Championnats du monde          | Osaka    | qual.    | 1,88 m |
| 2008 | Championnats d'Asie en salle   | Doha     | 2e       | 1,91 m |
| 2010 | Championnats d'Asie en salle   | Téhéran  | 2e       | 1,86 m |
| 2010 | Championnats du monde en salle | Doha     | qual.    | 1,81 m |
| 2010 | Coupe continentale             | Split    | 5e       | 1,88 m |
| 2010 | Jeux asiatiques                | Canton   | 3e       | 1,90 m |
| 2011 | Universiade                    | Shenzhen | 10e      | 1,84 m |
| 2011 | Championnats d'Asie            | Kobe     | 4e       | 1,85 m |

### Records
| Épreuve                    | Performance | Lieu                | Date                        |
| -------------------------- | ----------- | ------------------- | --------------------------- |
| Saut en hauteur            | 1,93 m      | Bangalore New Delhi | 5 juin 2010 29 juillet 2010 |
| Saut en hauteur (en salle) | 1,92 m      | Karaganda           | 27 janvier 2010             |